# Cantón de Vibraye
El cantón de Vibraye era una división administrativa francesa, que estaba situada en el departamento de Sarthe y la región de Países del Loira.

## Composición
El cantón estaba formado por seis comunas:
- Berfay
- Dollon
- Lavaré
- Semur-en-Vallon
- Valennes
- Vibraye

## Supresión del cantón de Vibraye
En aplicación del Decreto nº 2014-234 de 24 de febrero de 2014, el cantón de Vibraye fue suprimido el 22 de marzo de 2015 y sus 6 comunas pasaron a formar parte del nuevo cantón de Saint-Calais.